# Bluewater (Arizona)
Bluewater is een plaats (census-designated place) in de Amerikaanse staat Arizona, en valt bestuurlijk gezien onder La Paz County.

## Demografie
Bij de volkstelling in 2000 werd het aantal inwoners vastgesteld op 730.

## Geografie
Volgens het United States Census Bureau beslaat de plaats een oppervlakte van
6,1 km², waarvan 5,3 km² land en 0,8 km² water.

## Plaatsen in de nabije omgeving
De onderstaande figuur toont nabijgelegen plaatsen in een straal van 40 km rond Bluewater.